# Little Hallingbury
Little Hallingbury är en by och en civil parish i Uttlesford i Essex i England. Orten har 1 403 invånare (2001).